# Villa Celiera
Villa Celiera là một đô thị thuộc tỉnh Pescara trong vùng Abruzzo của Ý. Ý. Đô thị này có diện tích 12 km², dân số 890 người. Các làng trực thuộc: Casanova, Pietra Rossa, San Sebastiano, Santa Maria, Traino
Các đô thị giáp ranh gồm: Carpineto della Nora, Castel del Monte (AQ), Civitella Casanova, Farindola, Montebello di Bertona, Ofena (AQ).